# 奥古斯特·戈迪内
奥古斯特·戈迪内（法語：Auguste Godinet，1853年1月30日—1936年），法国男子帆船运动员。他曾代表法国参加1900年夏季奥林匹克运动会帆船比赛，获得二枚银牌。